# Barbie naplók
A Barbie naplók (eredeti cím: Barbie Diaries) egész estés amerikai 3D-s számítógépes animációs film, amelyet Eric Fogel rendezett. A zenéjét Russ DeSalvo és Peter Schwartz szerezte, a Lions Gate Entertainment készítette.
Amerikában 2006. május 9-én adták ki DVD-n.

## Szereplők
| Szereplő          | Eredeti hang         | Magyar hang          |
| ----------------- | -------------------- | -------------------- |
| Barbie            | Kelly Sheridan       | Csondor Kata         |
| Courtney          | Sarah Edmondson      | Zsigmond Tamara      |
| Tia               | Venus Terzo          | Roatis Andrea        |
| Kevin             | Matt Hill            | Markovics Tamás      |
| Raquelle          | Chiara Zanni         | Kiss Virág Magdolna  |
| Reagan            | Maryke Hendrikse     | Bogdányi Titanilla   |
| Dawn              | Anna Cummer          | Haffner Anikó        |
| Todd              | Andrew Francis       | Seder Gábor          |
| Mr. Wexler        | Joe May              | Csík Csaba Krisztián |
| Mr. Bennett       | Michael Daingerfield | Kassai Károly        |
| Peters igazgatónő | Cathy Weseluck       | Andresz Kati         |
| Stephanie         | Heather Doerksen     | Papp Katalin         |
| DJ lány           | Ashleigh Ball        | Sánta Annamária      |